# Ebnisee
Der Ebnisee (früher Floß-See) ist ein etwa 6,3 ha großer Stausee auf dem Gebiet der Gemeinde Kaisersbach im baden-württembergischen Rems-Murr-Kreis. Er wurde im 18. Jahrhundert als Schwellweiher für die Flößerei angelegt und dient heute vor allem der Naherholung.
Namensgeber war die westlich des Sees liegende Ortschaft Ebni, die wie der See und sein Ufer zur Gemeinde Kaisersbach gehört. Fast bis ans südöstliche Seeufer erstreckt sich das Gebiet der Nachbarstadt Welzheim, ein dort nahe am See gelegener Wohnplatz heißt seit 1952 Ebnisee.
Nach dem See ist auch ein umgebendes Landschaftsschutzgebiet benannt.

## Geographie
Der Ebnisee liegt nordwestlich von Welzheim und etwa auf halber Luftlinie zwischen Althütte im Westen und Kaisersbach im Osten auf 470,6 m ü. NHN und am Nordrand des Vorderen Welzheimer Waldes, der naturräumlich betrachtet ein Teil des Schwäbischen Keuper-Lias-Landes ist, zum Murrhardter Wald im Nachbarnaturraum Schwäbisch-Fränkische Waldberge im Norden. Er liegt ganz innerhalb der Kontur des Naturparks Schwäbisch-Fränkischer Wald, welcher sich hier weit über die Grenzen des ähnlich benannten Naturraum hinaus erstreckt.
Die oberste Wieslauf durchfließt den See und entwässert ihn nach Süden zur Rems. Sein Damm, über den die L 1120 läuft, staut den jungen Fluss auf. Der See ist im Durchschnitt 2 bis 3 m tief, fasst ein Stauvolumen von etwa 163.000 m³ und hat eine Uferlänge von etwa 1,5 km.
Über dem Nordufer des Ebnisees lag das abgegangene Gehöft Salbengehren. Südlich des Staudamms lag die abgegangene Gausmannsweiler Sägmühle. Die Gemarkung von Welzheim reicht bis fast an das Ostufer, so dass die dortigen Gebäude, Hotel Himmelreich und Motorradtreff-Kiosk samt Parkplätzen, zu Welzheim gehören.

## Geschichte

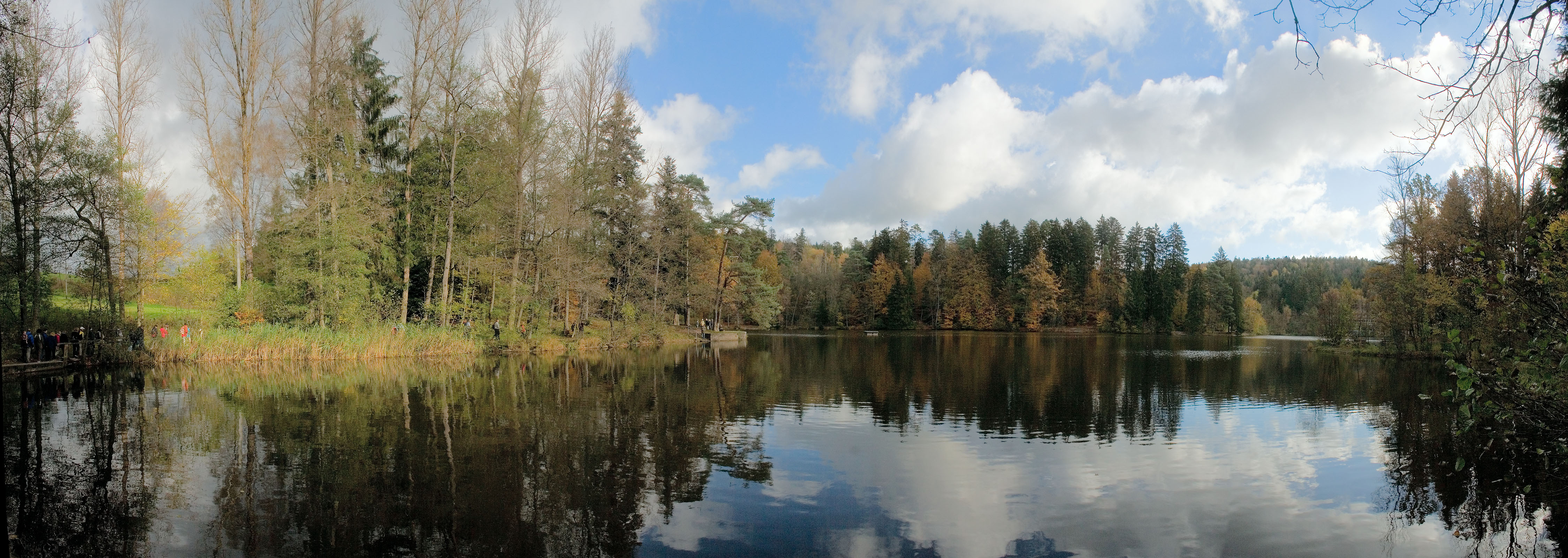
Panoramabild über den Ebnisee

Winterpanorama am Ebnisee

Der Ebnisee-Staudamm, der auf Vorschlag von Lorenz Braxmeier 1744 gebaut und unter seiner Leitung 1745 fertiggestellt wurde, sollte das Flößen ermöglichen, wodurch der Holzreichtum des Welzheimer Waldes einfacher und kostengünstiger in die Residenzstädte Stuttgart und Ludwigsburg transportiert werden konnte, wo großer Bedarf herrschte. Die Holzwirtschaft der Gegend um den heutigen See war zuvor nicht mehr konkurrenzfähig gegenüber der anderer Regionen, wo bereits deutlich früher geflößt wurde, z. B. auf der Enz, der Nagold und der Würm.
Die normale Wasserführung der Wieslauf jedoch reichte zum Flößen nicht aus. Man hielt deshalb im Stausee das Wasser der Schneeschmelze und des Frühjahrsregens zurück. Mit dem nach Öffnen der Seeschleuse starken Abfluss konnte das im Winter geschlagene und mit Schlitten zum Ebnisee transportierte Holz über Wieslauf und Rems zum Neckar geschwemmt werden. Siehe dazu Schlittenweg Nestelberg–Ebnisee. Die gespeicherte Wassermenge erlaubte ungefähr eine Woche zu flößen. Im Sommer lag der See trocken und wurde als Wiese und Weide genutzt.
Die Eröffnung der Remstal- und später der Wieslauftalbahn machte die Flößerei überflüssig, sie wurde 1861 eingestellt. Zum Hochwasserschutz und zur Nutzung der Wasserkraft wurde der Ebnisee im Jahr 1884 wieder aufgestaut. Zunehmend erlangte er Bedeutung für den Tourismus im Welzheimer Wald; heute ist der See ein beliebtes Badegewässer und Naherholungsgebiet.

## Landschaftsschutzgebiet
Bereits im Jahr 1940 wurde das Gebiet um den Ebnisee zum Landschaftsschutzgebiet Ebniseegebiet erklärt. Das mit Verordnung vom 4. November 1968 festgesetzte Gebiet umfasst recht konturgenau das oberste Einzugsgebiet der Wieslauf talabwärts bis etwa zum Kaisersbacher Weiler Schmalenberg; auf großen Teilen davon steht Wald. See und Umgebung liegen im Naturpark Schwäbisch-Fränkischer Wald.

### LUBW
Amtliche Online-Gewässerkarte mit passendem Ausschnitt und den hier benutzten Layern: Ebnisee und Umgebung

Allgemeiner Einstieg ohne Voreinstellungen und Layer: Daten- und Kartendienst der Landesanstalt für Umwelt Baden-Württemberg (LUBW) (Hinweise)
1. ↑  Höhe nach blauer Beschriftung auf dem Hintergrundlayer Topographische Karte.
2. ↑  Seefläche nach dem Layer Stehende Gewässer.
3. 1 2  Länge abgemessen auf dem Hintergrundlayer Topographische Karte.
4. ↑  Seetiefe nach dem Layer Stehende Gewässer.
5. ↑  Einzugsgebiet abgemessen auf dem Hintergrundlayer Topographische Karte.
6. ↑  Schutzgebiete nach den einschlägigen Layern.

### Andere Belege
1. ↑  Kartenblatt NO XL 36 Stand 1831 Ebni Ebnisee Gallenhöfle Spatzenhof Wiesensteighof - Detailseite - LEO-BW. Abgerufen am 1. Oktober 2023.
2. ↑  Hansjörg Dongus: Geographische Landesaufnahme: Die naturräumlichen Einheiten auf Blatt 171 Göppingen. Bundesanstalt für Landeskunde, Bad Godesberg 1961. → Online-Karte (PDF; 4,3 MB)